# Takumi Horiike
Takumi Horiike (jap. 堀池巧 Horiike Takumi; ur. 6 września 1965 w Shizuoce) – japoński piłkarz, reprezentant kraju grający na pozycji obrońcy.

## Kariera klubowa
Takumi Horiike zawodową karierę piłkarską rozpoczął w 1988 roku w klubie Yomiuri. Z Yomiuri dwukrotnie zdobył mistrzostwo Japonii w 1991, 1992. W latach 1992–1998 był zawodnikiem Shimizu S-Pulse. Karierę zakończył w 1999 roku na wypożyczeniu w Cerezo Osaka. W J. League rozegrał 288 meczów, w których strzelił 4 bramki.

## Kariera reprezentacyjna
Horiike występował w reprezentacji Japonii w latach 1986-1995. W 1988 uczestniczył w Pucharze Azji, na którym Japonia odpadła w fazie grupowej. Na turnieju rozgrywanym w Katarze wystąpił w czterech meczach z Iranem, Koreą Południową, ZEA i Katarem. W 1989 uczestniczył w eliminacjach Mistrzostw Świata 1990. W 1992 uczestniczył w Pucharze Azji, który zakończył się zwycięstwem Japonii. Na turnieju rozgrywanym w Japonii wystąpił we wszystkich czterech meczach z ZEA, Iranem, Chinami oraz w finale z Arabią Saudyjską.
W 1993 uczestniczył w eliminacjach Mistrzostw Świata 1994. W 1995 roku uczestniczył w drugiej edycji Pucharu Konfederacji. Na turnieju w Arabii Saudyjskiej wystąpił w obu przegranych meczach grupowych z Nigerią i Argentyną. W sumie w reprezentacji wystąpił w 58 spotkaniach, w których strzelił 2 bramki.

## Statystyki
| Reprezentacja Japonii | Reprezentacja Japonii | Reprezentacja Japonii |
| Rok                   | Mecze                 | Gole                  |
| --------------------- | --------------------- | --------------------- |
| 1986                  | 2                     | 0                     |
| 1987                  | 11                    | 0                     |
| 1988                  | 1                     | 0                     |
| 1989                  | 11                    | 1                     |
| 1990                  | 6                     | 0                     |
| 1991                  | 2                     | 0                     |
| 1992                  | 7                     | 0                     |
| 1993                  | 16                    | 1                     |
| 1994                  | 0                     | 0                     |
| 1995                  | 2                     | 0                     |
| Razem                 | 58                    | 2                     |